# ЮКД (футбольный клуб)
ЮКД (ирл. Cumann Peile Coláiste na hOllscoile Áth Cliath) — ирландский футбольный клуб из города Дублин, представляющий Ирландский национальный университет.

## История
Клуб основан в 1895 году, домашняя арена команды стадион «ЮКД Боул», вместимостью 2 500 зрителей. Заняв по итогам сезона 2009 первое место в первой лиге ЮКД добился права в 2010 году выступать в премьер лиге Ирландии. Главным достижением клуба является победа в кубке Ирландии в 1984 году.

## Достижения
- Обладатель Кубка Ирландии (1): 1984
- Обладатель Суперкубка Ирландии (1): 2000
- Обладатель Кубка Первой лиги (1): 2009

## Выступления в еврокубках
| Сезон   | Соревнование     | Раунд                      | Соперник            | Домашний матч | Гостевой матч | Общий счёт |
| ------- | ---------------- | -------------------------- | ------------------- | ------------- | ------------- | ---------- |
| 1984/85 | Кубок кубков     | Первый раунд               | Эвертон             | 0-0           | 0-1           | 0-1        |
| 2000    | Кубок Интертото  | Первый раунд               | Велбажд (Кюстендил) | 3-3           | 0-0           | 3-3 (гв)   |
| 2015/16 | Лига Европы УЕФА | 1-й квалификационный раунд | Ф91 Дюделанж        | 1-0           | 1-2           | 2-2 (гв)   |
| 2015/16 | Лига Европы УЕФА | 2-й квалификационный раунд | Слован (Братислава) | 1-5           | 0-1           | 1-6        |